# Claudio Tello
Claudio Enrique Tello Ortiz (Chile, 28 de septiembre de 1963-15 de abril de 2014) fue un futbolista chileno que jugó en la posición de defensa en diversos clubes de su país.

## Trayectoria
Claudio Tello se inició en las divisiones inferiores de Deportes Aviación, debutando en el primer equipo con 17 años en 1981; pero tras su desaparición a comienzos de 1982, partió a Calama, para formar parte de las inferiores de Cobreloa, donde debutó en 1983. Ganó 3 títulos nacionales con los loínos, el primero en 1985, el segundo en 1988 y el tercero en 1992. Jugó en el club loíno hasta 1993, ya que en la temporada 1994, el defensa fichó en Provincial Osorno y jugó un año en el equipo osornino. En la temporada 1995, Claudio Tello volvió al norte, pero esta vez al archirrival de Cobreloa, Deportes Antofagasta, donde había sido cedido en 1985. Allí jugó por 4 años, donde incluso sufrió un descenso en 1997, cuando los antofagastinos bajaron a la Primera B y en 1998, el defensa puso fin a su carrera futbolística, jugando precisamente por el equipo antofagastino.
Falleció el 15 de abril de 2014 producto de un cáncer terminal.

## Selección nacional
En 1987, formó parte de la Selección Chilena que obtuvo Medalla de Plata en los Juegos Panamericanos de Indianápolis, donde la "Roja" obtuvo la medalla de plata al ser subcampeón.
Además, fue internacional absoluto 8 veces en 1988.

### Particpación en Juegos Panamericanos
| Juegos                             | Sede           | Resultado        |
| ---------------------------------- | -------------- | ---------------- |
| Panamericanos de Indianápolis 1987 | Estados Unidos | Medalla de Plata |

## Clubes
| Club                            | País  | Año       |
| ------------------------------- | ----- | --------- |
| Deportes Aviación               | Chile | 1981      |
| Cobreloa                        | Chile | 1982-1992 |
| → Deportes Antofagasta (cedido) | Chile | 1985      |
| Provincial Osorno               | Chile | 1993-1994 |
| Deportes Antofagasta            | Chile | 1995-1998 |

## Palmarés

### Campeonatos nacionales
| Título           | Club     | País  | Año  |
| ---------------- | -------- | ----- | ---- |
| Primera División | Cobreloa | Chile | 1985 |
| Primera División | Cobreloa | Chile | 1988 |
| Primera División | Cobreloa | Chile | 1992 |

### Copas internacionales
| Título                            | Club (*)                     | País           | Año  |
| --------------------------------- | ---------------------------- | -------------- | ---- |
| Medalla de plata en Panamericanos | Selección de fútbol de Chile | Estados Unidos | 1987 |

(*) Incluyendo la Selección